# فاکناب
فاکناب (انگلیسی: Façonnable) شرکت پوشاک فرانسوی است، که در سال ۱۹۵۰ تأسیس شد.